# Прогноївська паланка
Прогноївська паланка — адміністративно-територіальна одиниця Запорізької Січі у 18 столітті. Центр паланки знаходився в урочищі Прогної. Існувала з 1735 по 1769 роки. Хоча козацька залога в Прогноях існувала як мінімум з середини 17 століття. Прогноївська паланка отримала назву від солоних озер що розташовувалися на її території які козаки називали «гнилими» озерами.
Центр паланки — Прогноївськ, що був розташований на лівому березі Дніпровського лиману, навпроти урочища Прогноєва, на 35 верст вище кінця Кінбурнської коси, у майбутньому Дніпровському повіті Таврійської губернії.
В паланці стояв передовий запорізький пост, що спостерігав за рухом кримських татар у Криму й турків у Очакові й охороняв усіх посланців, соляних промисловців, купців, які їхали через південну околицю Запорізьких Вольностей в Очаків, Прогній і Крим. Паланка знаходилася на землях Кримського Ханства. З кримськими-татарами відносини у козаків цієї паланки були добрими, козаки сплачували податки від соледобування в казну Кримського Ханства, а не Російської імперії. Факт тісних відносин козаків з татарами тоді замовчувався, як і надалі у ході історичних досліджень Прогноївської паланки. Наприклад, найбільший промисел по добуванню солі в Прогноївській паланці належав козацькому роду Капустів. Це господарство стабільно діяло з середини 17 століття, незважаючи на всі історичні події і війни що відбувалися на цій території. Саме існування цього володіння на теренах, приналежних  тоді Кримському ханству, сприяло збільшенню місцевого українського населення цих територій. Хоча російські історики стверджують, нібито до приєднання цих земель до Російської імперії тут взагалі не було слов'янського (українського) населення і заселення відбувалося «з нуля», проте факти свідчать про інше. Крім поселень, що постали на основі соляних промислів і торгівлі, до відання Прогноївської паланки належали й інші поселення, зокрема село Олешки на місці Олешківської січі, яке згодом стало центральним містом Дніпровського повіту.
Озера Прогноївської паланки запорожці вважали своєю власністю й вивозили звідти значну кількість солі до України, Польщі, Росії тощо.
В 1768 році почалася чергова Російсько-турецька війна, яка тривала в 1768—1774 роках, козаки Прогноївської паланки взяли активну участь в боях з турецько-кримськими військами. Але, незважаючи на цю козацьку звитягу на службі Російській імперії, в 1769 році Прогноївська паланка була ліквідована російським урядом, тих козаків, що лишились на її території, насильно було переведено до стану державних селян. В 1784 році землі Прогноївської паланки ввійшли до Дніпровського повіту.